# Škoda 9Tr
Škoda 9Tr — троллейбус, который выпускался с 1961 по 1982 год чехословацким предприятием «Шкода-Остров» и был одним из «легендарных», наиболее массовых моделей троллейбусов, эксплуатировавшихся в СССР, — в общей сложности более 5 тыс. машин (из них только в Украинскую ССР было поставлено 3058 троллейбусов). Также троллейбусы данной модели эксплуатировались в Афганистане, НРБ, ГДР, Индии, Норвегии, ПНР, СРР и в ЧССР.

## Технические характеристики

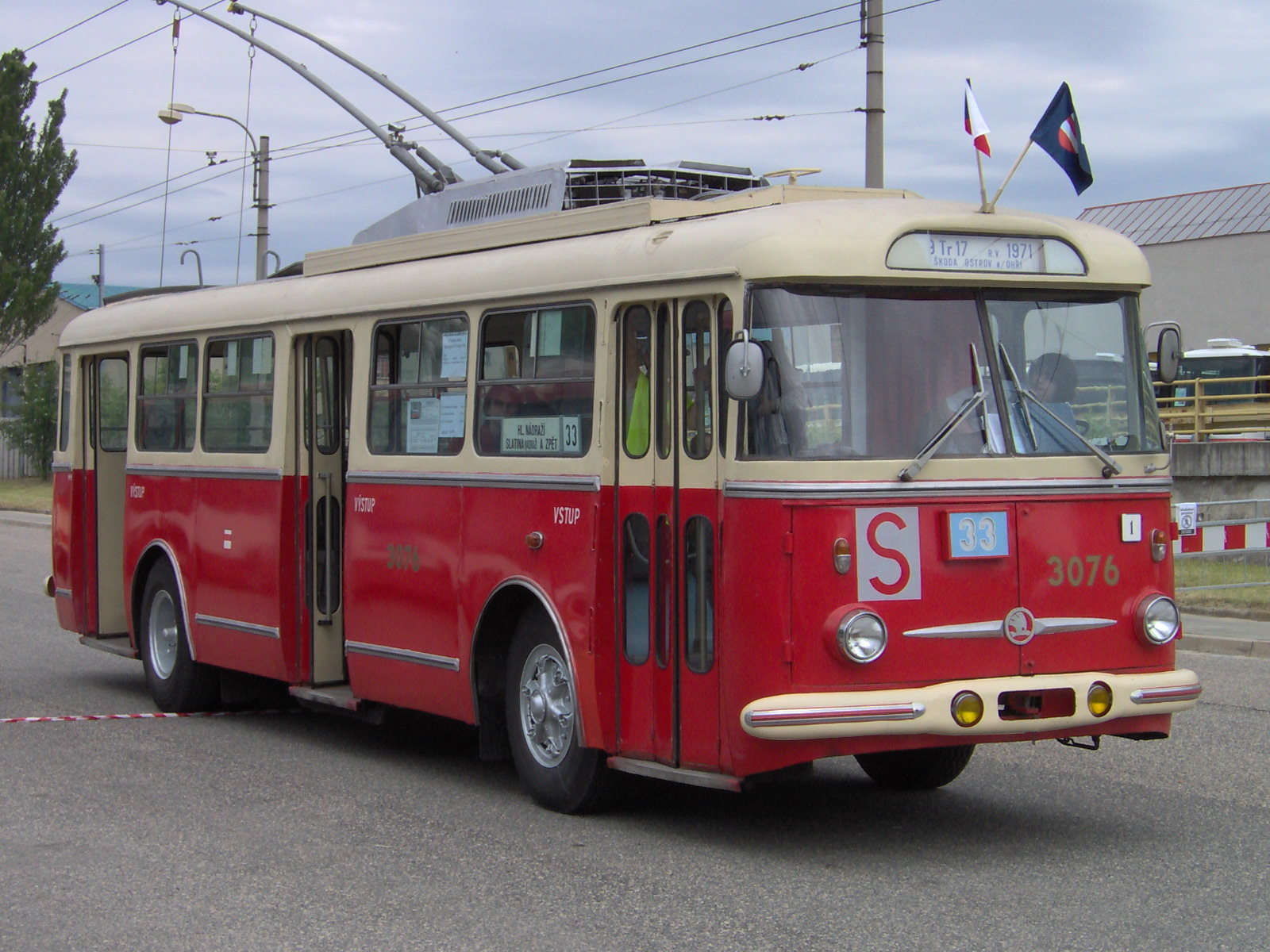
Трёхдверный оригинал в Техническом музее города Брно

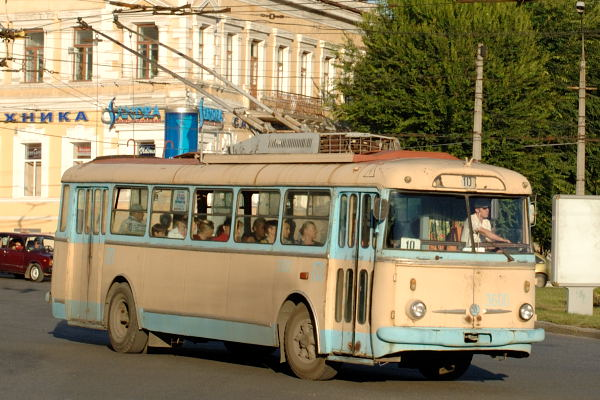
Двухдверная модификация для СССР

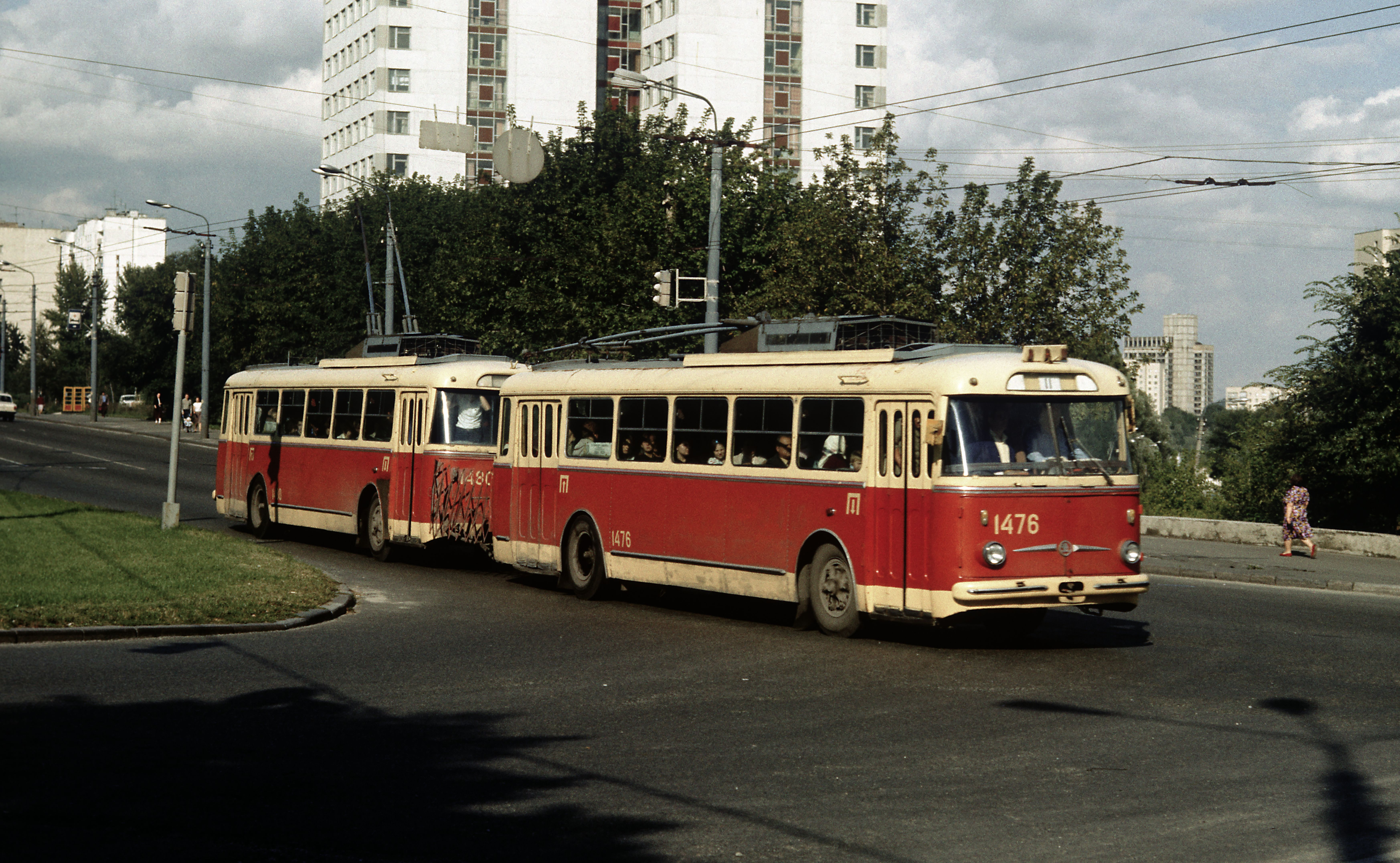
Škoda 12Tr из двух троллейбусов Škoda 9Tr, соединённых по системе Владимира Веклича в Киеве (1986 год)

- Кузов троллейбуса изготавливался в двух вариантах: с двумя либо с тремя дверями ширмового типа. Привод дверей — пневматический.
- Система управления тяговым электродвигателем — реостатно-контакторная.
- Троллейбусы данной модели были рассчитаны на работу по системе многих единиц или с прицепным вагоном.

Для СССР изготавливалась специальная двухдверная модификация. Это было связано с советской системой оплаты проезда — пассажиры входят через заднюю дверь, где находится кондуктор, и выходят через переднюю. В СССР поставлялось небольшое количество трёхдверных машин, но на машинах, предназначенных для трассы Симферополь-Алушта-Ялта, у них блокировали среднюю дверь, выравнивали пол и устанавливали дополнительные места; так же модернизировали и Škoda 14Tr.

## История
- Возможно, что именно высокие по тем временам технические характеристики чехословацкого троллейбуса и возможность его работы по системе многих единиц и предопределили его высокую популярность в СССР. В 1960-е годы основную часть троллейбусного парка страны составляли отечественные МТБ-82 и незадолго до того разработанные ЗиУ-5. Тогда на улицах некоторых городов появились троллейбусы модели Škoda 9Tr, в которых использовался состав из двух машин. Такие «сцепки» эксплуатировались в основном на длинных и нагруженных маршрутах в крупных городах. «Шкоды» долгое время были вполне достойной альтернативой отечественным ЗиУ-5 и ЗиУ-9.
- Система объединения Škoda 9Tr в поезда была разработана, как ни странно, не на их родине, а в Киеве[1][2]. В 1968 году Владимир Веклич[3][4] успешно завершил работы по адаптации своей системы[5] к троллейбусам Škoda 9Tr[6][7]. На их основе Киевским заводом электротранспорта и Ленинградским заводом по ремонту городского электротранспорта была разработана рабочая документация с последующим внедрением поездов более чем в 20 городах СССР[8]. Максимальное количество троллейбусных поездов Škoda 9Tr — 296 единиц[9] эксплуатировалось в Киеве в 1983 году, что составляло 55 процентов от всего парка киевских троллейбусов. Экономический эффект от внедрения одного поезда в год в Киеве составил 3258 руб., а всего по Киеву с начала эксплуатации по конец 1989 года - 12,676 млн руб[10]. Максимальное количество троллейбусных поездов Škoda 9Tr, эксплуатировавшихся на одном маршруте, — около 60 единиц[11] на маршруте № 18 в Киеве. В троллейбусных депо города Киева c 1974 по 1980 год Škoda 9Tr была вообще единственным типом подвижного состава. При этом на маршрутах с большим пассажиропотоком, как правило, использовались составы из двух вагонов. Это позволило только в Киеве в 1983 году поднять провозную способность троллейбусного транспорта в 1,6 раза и уменьшить потребность в водителях на 800 человек[12].
- Троллейбусные поезда Škoda 9Tr до 1976 года вообще эксплуатировались нелегально, хотя только в Киеве их было больше 160 единиц. Только отсутствие аварий по вине их конструкции не создало проблем. Перед началом их эксплуатации необходимо было провести приёмочные испытания[англ.] и разработать соответствующее Технические условия, что не было сделано, так как Госавтоинспекция СССР не могла определиться с организацией, которой можно было поручить эту нестандартную задачу. Ведь опыта испытания нерельсовых поездов ни у кого не было. Только в 1975 году на это уполномочили ГАИ УССР. Введением в действие ТУ «Поезд троллейбусный»[13] 31.03.1976 поезда были узаконены[14] .
- Больше всего троллейбусов Škoda 9Tr использовалось в Киеве — 1220 единиц[15].9Тр в Бергене, Норвегия

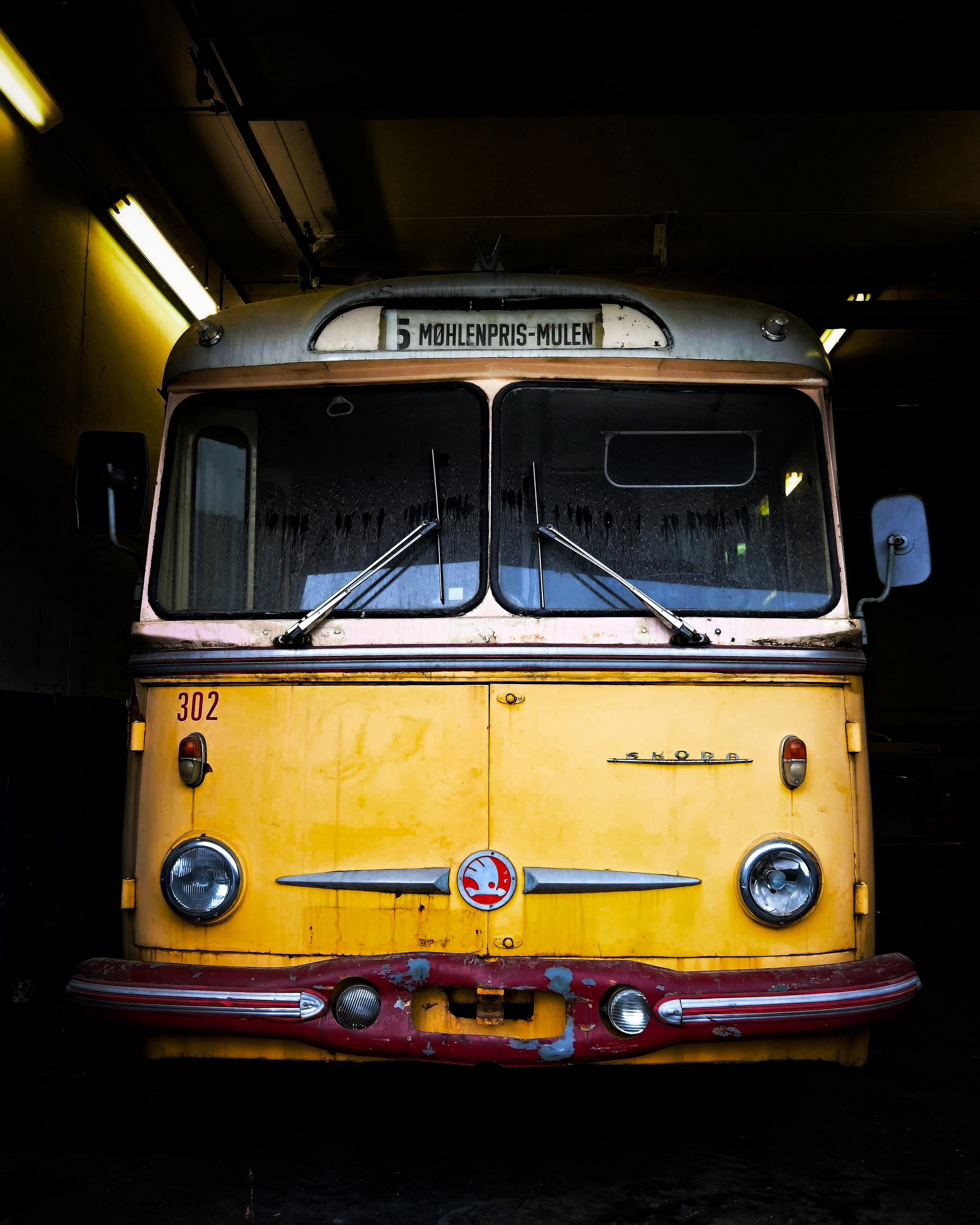
9Тр в Бергене, Норвегия

- До 2011-2014 годов "Шкоды" составляли основную часть подвижного состава троллейбусных парков Крыма. Сотни раритетных троллейбусов были заменены в 2014-2018 годах на новые российские троллейбусы "ТролЗа".
- Троллейбусы этой модели эксплуатировались в транспортных хозяйствах трёх столиц прибалтийских республик — Риге, Вильнюсе и Таллине, а также в столицах республик Закавказья- Баку, Тбилиси и Ереване, где были единственным типом подвижного состава. В Риге эксплуатировались как трёх-, так и двухдверные модели, часто объединённые в троллейбусный поезд.
- Троллейбусы данной модели отлично зарекомендовали себя в условиях трудного рельефа, в частности, на самой длинной в мире горной троллейбусной трассе Симферополь — Ялта, где эксплуатировались по 2016 год. Первые 40 троллейбусов Škoda 9Tr начали работать на этом маршруте ещё в 1962 году.

### Эксплуатация в СССР
В Киеве, начиная с 1983 года, троллейбусы Škoda 9Tr постепенно стали заменяться более новыми Škoda 14Tr, а позднее румынскими DAC-217Е и Škoda 15Tr (последние две модели — сочленённые, они пришли на смену «сцепкам»). Последние Škoda 9Tr были сняты с эксплуатации в 1996 году, всего пробыв в эксплуатации 34 года. Несколько машин какое-то время работали в качестве служебных (ПС-1, Л-1, 1431, 1630, 1670, 1682), остальные — списаны.
В некоторых городах и регионах Škoda 9Tr продолжает трудиться и по сей день, но в качестве служебных или музейных. Единственный город, эксплуатирующий (по состоянию на 2019 год) эти троллейбусы в качестве пассажирских, — Ровно. 8 октября 2020 года на троллейбусе с бортовым № 85 был совершён последний рейс регулярной эксплуатации (по маршруту № 1); далее эти троллейбусы будут применяться лишь в качестве резервных.
В Ровно Škoda 9Tr составляют немалую часть троллейбусного парка (12 единиц, в том числе эксплуатируемые с 1974 года). Некоторые машины модернизированы — контакторная система управления ТЭД заменена тиристорно-импульсной.

Тернополь и Ровно, после распада СССР, закупали бывшие в употреблении машины Škoda 9Tr, укомплектованные тиристорно-импульсным управлением ТЭД.
В Ялте до 2011 года всеми троллейбусами на городских маршрутах были Škoda 9Tr.
В Симферополе до 2018 года эксплуатировался троллейбус 1972 года выпуска, который на тот момент являлся старейшим линейным троллейбусом в СНГ.
Памятник крымскому троллейбусу в виде модели Škoda 9Tr  установлен на Ангарском перевале в 2012 году на трассе «Симферополь  Алушта — Ялта».

## Оценка

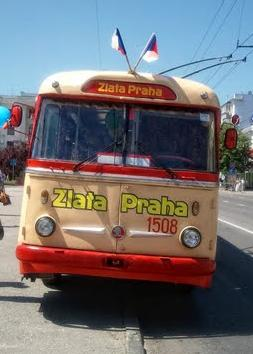
Экскурсионный троллейбус «Zlata Praha» в Симферополе

- Время подтвердило, что Škoda 9Tr оказалась весьма надёжной машиной — некоторые из них отработали более 40 (!) лет, а некоторые работают и поныне. Наиболее прихотливой частью чаще всего оказывалась реостатно-контакторная система управления ТЭД. Ступенчатое изменение силы электрического тока в обмотках электродвигателя диктовалось необходимостью плавного разгона и торможения, а система была устроена так, что при её неисправности троллейбус разгонялся и тормозился явными рывками, что зачастую вызывало недовольство пассажиров. Но в то же время она придавала троллейбусу необычайно высокую манёвренность — по данному критерию Škoda 9Tr превосходила не только отечественные ЗиУ, но и «Шкоды» более новых моделей.
- При заявленной скорости в 60 км/ч пустой троллейбус на перегоне длиной в 2 км вполне мог развить и более высокую скорость — свыше 90 км/ч.
- Škoda 9Tr была довольно комфортабельной за счёт полумягких сидений и отопления салона, по данному критерию даже превосходя аналогичные модели (например, у ЗиУ-9 система отопления намного хуже: единственный конвектор находится в кабине водителя, да и он не особо мощный, даже при небольшом морозе в салоне очень холодно, поручни остывают так, что без плотных рукавиц держаться за них невозможно[источник не указан 3845 дней], а боковые стекла обмерзают настолько, что через них почти ничего не видно).

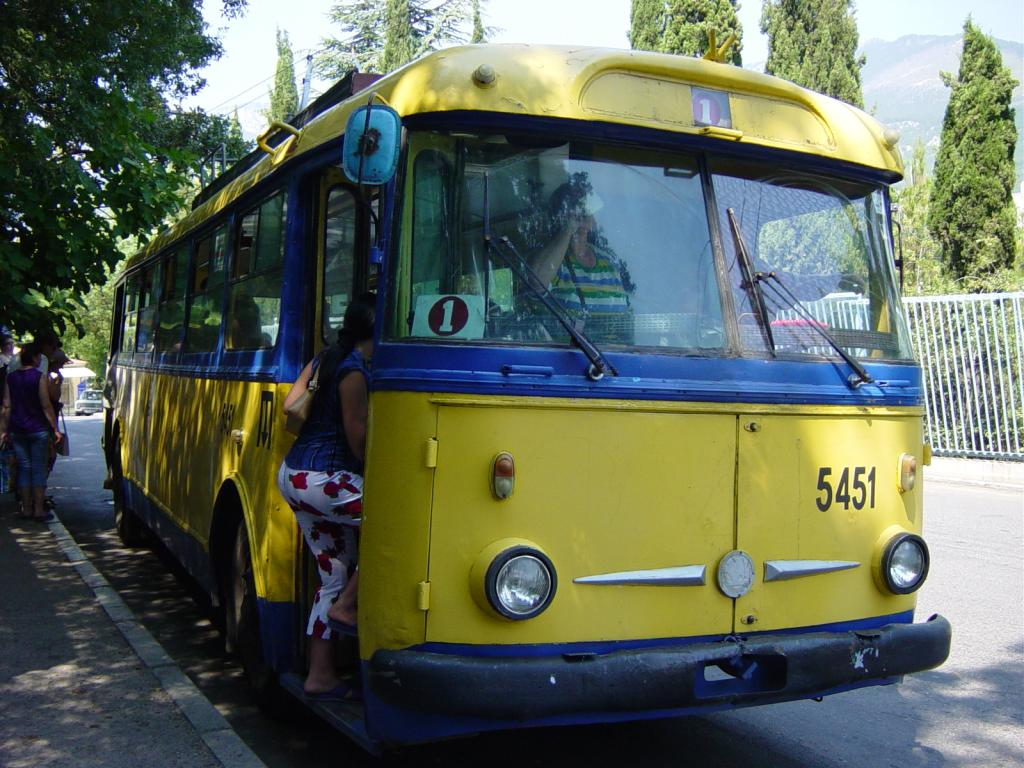
Троллейбус Škoda 9Tr в Ялте
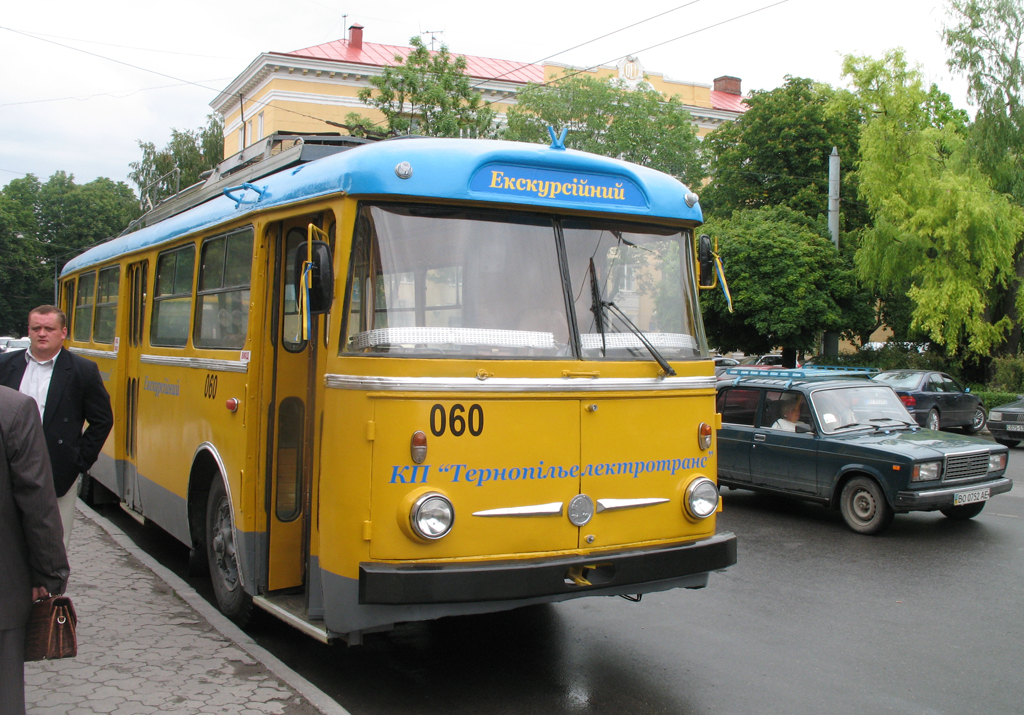
Троллейбус Škoda 9Tr в Тернополе
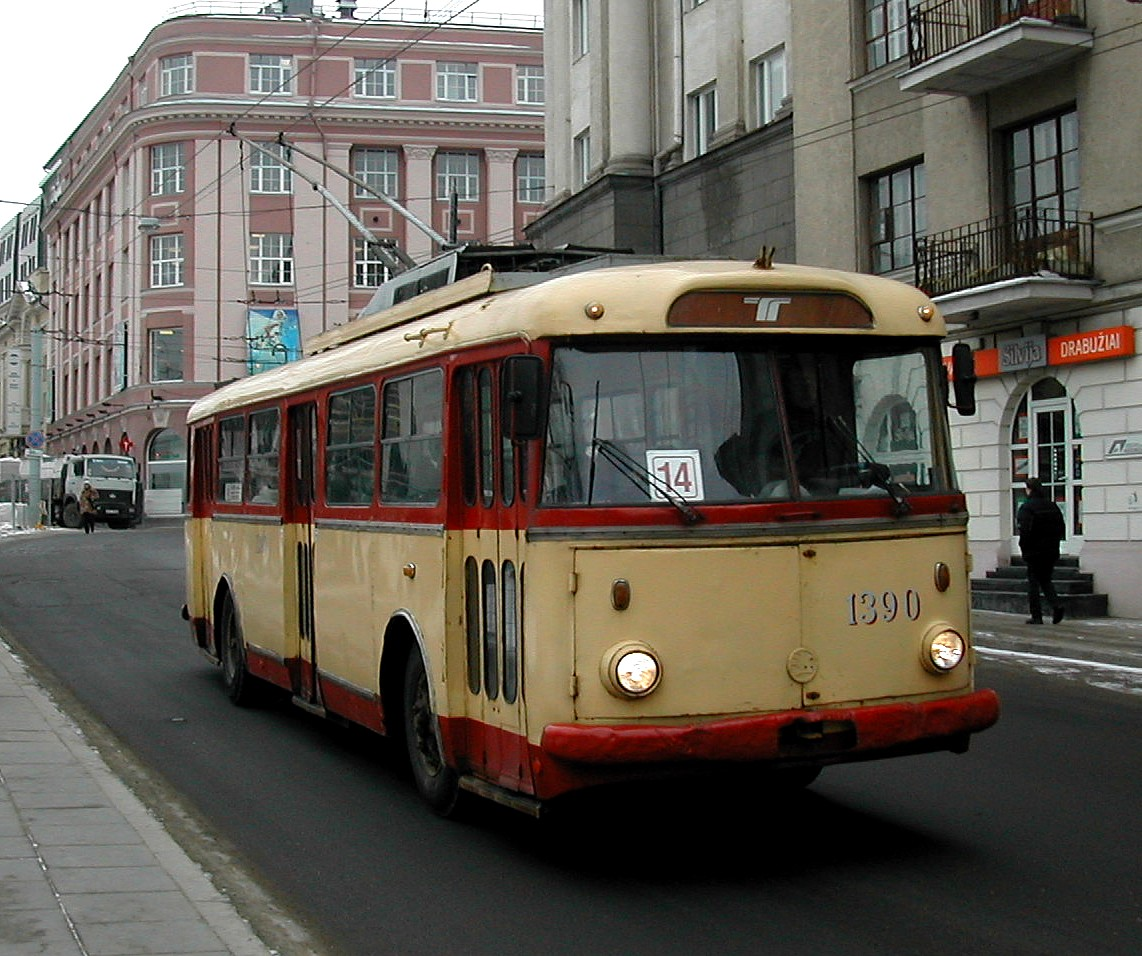
Škoda 9Tr в Вильнюсе (2003 г.)